# Hemichromis cerasogaster
Hemichromis cerasogaster è un pesce d'acqua dolce appartenente alla famiglia Cichlidae.

## Distribuzione e habitat
Questa specie è originaria dell'Africa, endemica del lago Mai-Ndombe, nella Repubblica Democratica del Congo.

## Descrizione
Pesce intensamente colorato di rosso-violetto e rosso-arancione. A seconda dell'umore, si evidenziano circa 10 strisce chiare che vanno dalla parte superiore del corpo, abbastanza scura, verso la zona inferiore più chiara che si estende dal mento al peduncolo caudale. Più o meno fra il decimo ed il quattordicesimo raggio duro della pinna dorsale si trova una zona scura, che va dal bordo esterno alla base della pinna stessa. A parte una macchia scura, bordata, sull'opercolo branchiale, la specie non presenta le macchie sui fianchi tipiche del genere Hemichromis.

Raggiunge una lunghezza massima di circa 9 cm.